# Autograph
Autograph sono una band pop metal statunitense, formatasi a Los Angeles nel 1983, inizialmente come progetto solista del cantante/chitarrista Steve Plunkett.

## Storia

### Prima degli Autograph
La storia degli Autograph inizia con quella di un'altra band: i Wolfgang, leggenda dei locali di Los Angeles nei tardi anni settanta, dove militavano Steve Plunkett, come cantante e chitarrista, e Randy Rand, come bassista. In quel periodo, le tre più affermate band dei locali della città erano i Van Halen, i Quiet Riot e i Wolfgang, ma fu destino che questi ultimi fossero lasciati indietro, nonostante il loro successo nei club del Sunset Strip.
(Steve Plunkett)
La seguente band di Plunkett furono i John Doe, con il tastierista Larry Kierman, che suonò con Randy Rand nei Masters Of The Airwaves, prima della formazione dei Wolfgang. Lo stile del gruppo era molto differente rispetto a quello del precedente, ma Steve accolse volentieri i nuovi orizzonti musicali.
(Steve Plunkett)
Durante la militanza nei John Doe, il cantante suonò con Keni Richards, il batterista del gruppo, che, come Rand, lo avrebbe poi raggiunto in seguito per formare gli Autograph. Ma anche questa band ebbe vita breve e ben presto, dopo lo scioglimento, Plunkett cominciò a fare come molti musicisti di Los Angeles contemporanei: accettare di buon grado qualsiasi invito in una band. Questo perché le serate in una settimana erano sette e ciò significava avere un possibile posto in almeno sette band diverse, per suonare ogni sera e avere più possibilità di trovare un contratto discografico, oltre che un maggiore guadagno.
In questo lasso di tempo, Steve militò quindi in diversi gruppi musicali, fra cui il trio X Offenders, che vedeva in formazione Randy Rand al basso e Randy Castillo alla batteria, e i Looker, dove conobbe il prodigioso chitarrista Steve Lynch, esperto pioniere (nonché inventore) della tecnica del tapping a otto dita e futuro membro degli Autograph. Nonostante il suo impegnatissimo calendario, Plunkett trovò il tempo di scrivere alcune nuove canzoni, ora molto influenzate dallo stile di gruppi come Loverboy e Def Leppard. Questi nuovi lavori furono il materiale del primo demo dei futuri Autograph. Egli ottenne infatti un po' di tempo gratis per registrare in uno studio da parte di un suo amico; chiamò Rand e Richards per le sezioni ritmiche e Lynch per le parti di chitarra.
(Steve Plunkett)
Un ulteriore passo importante verso la formazione degli Autograph derivò dal ruolo di Steve Plunkett nella band Silver Condor. Militava infatti nella formazione dei Condor come chitarrista ritmico, durante le registrazioni dell'unico LP Trouble At Home. Andy Johns, produttore dell'album, gli chiese se avesse qualcos'altro in ballo, al di fuori della collaborazione con il gruppo. Così Steve tirò fuori quel terribile demo e lo fece ascoltare ad Andy nella sua macchina.
(Steve Plunkett)
Johns aveva i contatti per avere del tempo gratuito per i quattro musicisti agli studi The Record Plant di Los Angeles e per Plunkett non fu troppo faticoso convincere Rand, Richards e Lynch a collaborare nuovamente e ri-registrare il demo. Ma questa volta Steve voleva aggiungere le tastiere alle registrazioni, convinto che le canzoni sarebbero state migliori in quel modo. Infatti, originariamente, desiderava già introdurre le tastiere nel primo demo, ma non aveva potuto perché non riuscì a trovare un tastierista disponibile. Questa volta invece si trovò a dover decidere fra un'ampia scelta, nell'ambiente dei The Record Plant. Infine, le parti di tastiera furono suonate da Steven Isham, vecchio amico di Andy Johns.
Quattro canzoni furono registrate: "Deep End", "Friday", "Night Teen & Non-Stop" e "Send Her to Me", tutte in seguito inserite nell'album di debutto del 1984. Era il 1983 quando i cinque musicisti, già in vista di qualche sbocco e trovandosi bene assieme, colsero al volo l'occasione unendosi in una vera e propria band. Fu così che si formarono ufficialmente gli Autograph.

### Il tour con i Van Halen eSign in Please
Sia Steve Plunkett che Randy Rand, nel periodo di militanza nei Wolfgang, avevano conosciuto i Van Halen. La conoscenza assunse un ruolo rilevante quando, in seguito all'amicizia tra Keni Richards e David Lee Roth, partner di jogging, il batterista fece ascoltare a quest'ultimo il demo della band.
(Steve Plunkett)
Sebbene la tournée assieme ai Van Halen rappresentasse certamente una grandissima occasione, fu anche l'inizio di una dura serie di problemi legati alla partecipazione. A sole sei settimane dall'inizio, i neonati Autograph non disponevano ancora di una completa strumentazione, di una crew che potesse seguirli e di sufficiente denaro. E certamente c'era il bisogno di prove e di esperienza live come band, se non si voleva deludere migliaia di scatenati fan dei Van Halen. I cinque membri, infatti, non avevano ancora mai suonato insieme al completo, prima della preparazione al tour; fu quella la prova più ardua, in realtà. Per il resto, la band riuscì a risolvere velocemente a modo suo gli altri problemi: per la strumentazione fecero un'incursione in un buon negozio musicale di San Diego, per il denaro ricevettero un prestito dalla madre di Keni, per la crew arruolarono momentaneamente alcuni amici, mentre per il bus affittarono un malandato camper. Gli Autograph ultimarono le prove tre sere prima di partire per la Florida, dove avrebbero suonato per la prima volta.
Intrapresero così un lungo tour nel 1984, partecipando a ben 48 date, e, come affermò Plunkett, avrebbero potuto continuare ancora, ma, dopo aver firmato un accordo con la RCA Records, sempre grazie ai Van Halen, approfittarono dell'occasione per ritirarsi e iniziare le registrazione del primo LP.
In realtà, il gruppo non si trovò mai propriamente a suo agio con la casa discografica e non credette mai che essa fosse quella più adatta per sé. La RCA non era esattamente un notabile pilastro per quanto riguardasse la musica rock in generale. Non mancava personale appassionato di tale genere che potesse collaborare con la band, ma nel corso dei loro tre album questa non ebbe mai del personale fisso. Tuttavia, del resto, era l'unica compagnia che fosse disposta a seguirli e che li avesse accolti.
Dopo soli tre mesi dall'accordo, gli Autograph cominciarono le sessioni di registrazione per il primo album e le conclusero in sole due settimane. Il produttore Neil Kernon si dimostrò molto preparato ed efficiente. A lavoro terminato, il gruppo fu più che soddisfatto della collaborazione con Neil, tanto che i membri lo volerono contattare anche in futuro per il secondo LP, trovandolo tuttavia già occupato con i Dokken.
Sempre il 1984 fu la data che vide la pubblicazione dell'album di debutto della band Sign in Please, contenente anche il singolo di maggior successo di tutta la storia del gruppo "Turn Up the Radio". Il singolo scalò rapidamente le classifiche AOR nello stupore generale dei musicisti. La canzone, infatti, era stata l'ultima ad essere registrata ed inserita nell'album; era considerata abbastanza buona per essere inclusa, ma non abbastanza da immaginare, neanche lontanamente, un tale successo.
All'album, seguirono diverse date come supporto ad Aerosmith, Heart, Mötley Crüe, Bryan Adams. Nel frattempo venne estratto il secondo singolo "Send Her to Me", il quale però non riscosse un successo comparabile al primo e segnò un declino delle vendite. Nonostante ciò, in 18 mesi dopo la pubblicazione dell'album, la band ebbe la sua soddisfazione vendendo circa 2-3 milioni di copie, che gli fecero guadagnare i riconoscimenti di disco d'oro.

### That's the Stuffe il tour con i Mötley Crüe
Nei mesi successivi all'uscita di Sign in Please e dei due singoli estratti, la RCA era già a corto di nuove idee per lanciare la band verso il successo. L'opzione di un tour da headliners era da scartare, perché il materiale uscito e le vendite non erano abbastanza. Così la casa discografica spinse prematuramente il gruppo per la registrazione di un secondo LP. Gli Autograph tornarono a Los Angeles, dove si incontrarono con Paul Atkinson della RCA per comporre nuovi brani ed avere un eventuale aiuto. La cosa fu certamente più complicata rispetto alla scrittura delle prime canzoni, non solo perché queste avevano avuto a disposizione un lasso di tempo maggiore a cui potersi dedicare, ma anche per le incessanti pressioni dell'etichetta, che richiedeva velocità e confidava in un relativo buon successo come per il primo lavoro.
Fu proprio in quei giorni che lo stesso Richards, che aveva già ottenuto molto per la band con la sua amicizia con il frontman dei Van Halen, mentre era fuori una sera, ricevette un ulteriore invito ad un tour. Questa volta si trattava del tour di Theatre of Pain dei Mötley Crüe, che si prospettava essere uno evento spettacoloso, e a fare la proposta non fu niente meno che Tommy Lee, batterista dei Crüe. Il gruppo non avrebbe potuto mai rifiutare un invito tale, sebbene questo comportasse un ulteriore pressione sul tempo per il nuovo LP.
Gli Autograph lavoravano arduamente, presentando ogni settimana nuove canzoni, ma Atkinson non era soddisfatto dei risultati. Fino a quando ascoltò "Take No Prisoners", una canzone scritta da Plunkett per la colonna sonora di un film di Tommy Lee (The River Rat) e dimenticata da qualche tempo, insieme a "Crazy World" e "Six String Fever" e credette che si stava prendendo la direzione giusta. Il resto dei brani furono creati e scelti nelle due settimane seguenti, con l'aggiunta dell'assolo di chitarra "Hammerhead" di Steve Lynch, che fu inserito nell'album similmente a come i Van Halen avevano fatto con "Eruption".
Come produttore per il secondo album fu scelto inizialmente Tom Treumuth, che non possedeva certamente la bravura di Neil Kernon o Andy Johns essendo ancora alle prime armi, ma il minimo per cui potesse essere velocemente scelto, dopo che la band ascoltò i suoi lavori su un album dei Honeymonn Suite. Non ci fu nemmeno il tempo per conoscersi prima delle sessioni, così Autograph e Treumuth si incontrarono direttamente in studio, dopo che egli ebbe familiarizzato un minimo con i demo della band per l'imminente lavoro.
Tom si dimostrò però veramente pigro e incompetente per soddisfare le aspettative della band e, dopo qualche giorno di perdita di tempo prezioso, fu licenziato. Con la irreversibile mancanza di un produttore gli Autograph giunsero alla conclusione di produrre l'album loro stessi, con la collaborazione di Eddie Delena, che già aveva lavorato con loro in Sign in Please.
Il loro secondo album, That's the Stuff, uscì nel 1985, circa un mese prima dell'inizio del tour. Subito dopo fu estratto il primo singolo "Blondes in Black Cars" e filmato il relativo video. Il brano ebbe inizialmente un discreto successo, aumentando le vendite dell'album e andando in onda su decine e decine di stazioni radio, ma in seguito cominciò a retrocedere fino a che uscì dalle classifiche. Resta comunque una delle canzoni più famose della band.
Cominciò poi il tour di Theatre of Pain, che si rivelò un'esperienza molto positiva, ma periodo nel quale accaddero alcune cose rilevanti. In primo luogo, qualche settimana dopo l'uscita del nuovo LP, la RCA fu costretta a ritirare il prodotto a causa di un'infrazione di copyright; un disegnatore giapponese aveva infatti prodotto un libro di illustrazioni chiamato "Sexy Robots" qualche anno prima e saltò fuori che i progettatori della copertina di That's the Stuff, stessi dell'album di debutto, avevano copiato completamente l'immagine da questo catalogo. Essa raffigurava una ragazza-robot in una posa leggermente sexy, che indossava un'attillata e scollatissima canottiera nera, il tutto su uno sfondo blu. Così la copertina fu ridisegnata su sfondo rosso, mantenendo lo stesso soggetto ma attuando cambiamenti significativi.
Si dovette inoltre decidere quale sarebbe stato il seguente singolo. La scelta ricadde sulla title track, la quale fu accompagnata da un videoclip e riprodotta discretamente sulle radio, ma che non fece egualmente successo.
Nel frattempo i cinque si staccarono dai Mötley Crüe per passare due mesi con gli Heart. Durante la tournée, una band russa chiamata Avtograf (dalla pronuncia uguale ad Autograph), iniziò a fare pressioni alla RCA per la similitudine dei nomi e la confusione che ne poteva derivare. Fu così che l'etichetta ebbe l'idea di far registrare una cover dei Grand Funk Railroad al gruppo, il brano "We're an American Band", che certo fece la differenza. Ne conseguì una terza ulteriore edizione di That's the Stuff, questa volta con la cover inserita come sesta traccia al posto di "Six String Fever". Seguirono poi alcuni mesi in tour con gli Aerosmith.
Alla fine dei tour, il disco aveva venduto solamente circa 300 000 copie in più di un anno. La band iniziò a chiedersi cosa non andasse e fu evidente che il problema non si trovava nel gruppo, ma bensì riguardava la RCA e, in misura maggiore, il management.
Così dopo una riunione dei membri, si decise di licenziare l'allora manager Suzy Frank, che aveva sempre lavorate in modo molto personale, non riuscendo però a soddisfare le richieste della band.

### Loud and Cleare lo scioglimento
Ora la priorità più importante per gli Autograph era di trovare un nuovo ed efficace rimpiazzo per Suzy Frank. Ma c'era anche la necessità di un nuovo album in studio, che avesse potuto risollevare la band dalle sorti di That's the Stuff. Ciò che si voleva ottenere era questa volta qualcosa di potente, di energico, che potesse mostrare il vero spirito live del gruppo. Il fallimento del secondo LP aveva inoltre stimolato i membri, portando più determinazione e voglia di massimo impegno.
La band lavorò duro. Furono registrati ben cinque demo, contenenti 35/40 canzoni, tutte degne di nota. Un fatto importante per la realizzazione del nuovo lavoro e all'interno del gruppo fu che tutti i membri parteciparono attivamente alla scrittura dei brani, inizialmente con Steve Plunkett non molto favorevole, ma che in seguito capì che se si voleva dare il meglio, bisognava collaborare il più possibile. E dopo che la band si fu assicurata la produzione di Andy Johns, si tornò in studio, dove l'album fu registrato senza problemi ai Music Grinder e Ocean Way Studios, con qualche ritocco ai Sound City e Baby-O Studios, per poi essere mixato a dei nuovissimi The Record Plant.
Durante il mixaggio dell'album, Plunkett cercò di risolvere il problema del management. I candidati erano 4: Ed Leffler, manager dei Van Halen, che era interessato alla band dopo averla conosciuta grazie all'amicizia con questi ultimi; Randy Phillips, che aveva lavorato con Rod Stewart e i Bangles; Fitzgerald Hartley, che aveva rappresentato i Toto e dirigeva gli affari di Paul McCartney negli USA; infine Bill Thompson, il businessman che si celava dietro ai Jefferson Starship, sin dai primi anni come Jefferson Airplane, e al tempo uomo di grande rilevanza alla RCA Records.
La scelta ricadde su Thompson, indotta dal presidente della RCA dopo aver convinto Plunkett. Tuttavia si dimostrò, a discapito del gruppo, veramente pessima. Il nuovo manager, infatti, incontrò la band solamente un paio di volte, senza presentarsi mai ai concerti, neanche quando gli Autograph si esibivano a San Francisco dove si trovava il suo ufficio. L'unica persona che si dimostrò veramente interessata, era la collaboratrice di Bill, Nadine Condon, che fece di tutto per dare agli sfortunati musicisti delle grandi opportunità, di trovarli i migliori affari. In generale, la band venne però lasciata da parte, trascurata, come accadde a molte altre contemporanee.
Loud and Clear fu pubblicato nell'aprile del 1987 e, in tutto il suo tempo, vendette ancora meno di That's the Stuff, segnando circa 200 000 copie negli USA. L'album era generalmente molto buono, sia dal punto di vista musicale che tecnico, e sarebbe potuto essere una grande svolta per il gruppo se avesse ricevuto le dovute attenzioni dalla casa discografica.
La RCA voleva dare un grande supporto. Intendeva mandare in onda sulle radio la title track "Loud and Clear", che era la traccia più pesante, e seguire con un primo singolo, che avrebbe dovuto essere il brano "She Never Looked That Good for Me", reputato adatto ed abbastanza orecchiabile. Il gruppo sarebbe poi dovuto comparire in un film chiamato Like Father, Like Son, suonando entrambe le canzoni. Infine, sarebbe stato girato il videoclip della title track, con le comparse di Ozzy Osbourne e Vince Neil. Dato lo scarso impegno dell'etichetta però, in seguito alla mancata riproduzione della title track sulle radio, il singolo non fu pubblicato, mentre il viceoclip e le comparse nel film non ebbero molto successo.
La band presentò il nuovo LP suonando anche al programma televisivo Headbanger's Ball e gli fu chiesto di ripetere lo show un paio di volte, cosa che avrebbe attirato le attenzioni delle stazioni radiofoniche. Ma il poco tempo a disposizione dovuto alle varie riprese finì per far cadere anche questa possibilità.
Con un management ineguato, le possibilità di qualche tour erano molto lontane e gli Autograph non si sentivano a loro agio chiedendo ancora una volta aiuto ai loro amici Van Halen e Mötley Crüe. Parteciparono allora solo ad un'esigua manciata di concerti come apertura o headliners in piccoli teatri da poche migliaia di persone. In questo periodo, accadde inoltre che il roadie alla guida del camion con la strumentazione si addormentò al volante, uscendo di strada e distruggendo tutto il carico, cosa che sarebbe stata di poca rilevanza se un buon manager avesse scelto per la band una buona assicurazione. Ma non era il caso del gruppo, che ci perse invece molte entrate.
L'ultima luce della "campagna" di Loud and Clear era la hit "Everytime I Dream", che sarebbe dovuta uscire come singolo, senza tuttavia che ciò accadesse.
Nel periodo dei due anni successivi, il batterista Keni Richards lasciò il gruppo, rimpazzato da Eddie Cross. Lo stesso accadde con il tastierista Steven Isham, che non approvava la nuova direzione della band verso uno stile più pesante. Nonostante tutti gli sfortunati eventi, gli Autograph non mollarono. Con il nuovo supporto di Bill Aucoin, originariamente primo manager dei Kiss, la band si mise di nuovo al lavoro, registrando qualche demo.
Ma il colpo di grazia era alle porte: il movimento Grunge nel 1989 incominciava già a farsi strada e spopolò per tutta il decennio degli anni novanta. Fu così che in quello stesso anno i membri della band si arresero al corso degli eventi disperdendosi.

### Gli Autograph dallo scioglimento ad oggi
Al giorno d'oggi la RCA Records ha cambiato nome in BMG Records, dopo che è stata acquistata dalla Sony. Gli album della band non sono più in produzione ufficiale, ma sono state edite nel corso degli anni varie rimasterizzazioni e ristampe su CD da altre etichette minori.
Nel 1997, il cantante Steve Plunkett, ha pubblicato sotto il nome della band Missing Pieces, una raccolta contenente le tracce demo che sarebbero dovute comparire sul quarto LP, più la versione demo di "Turn Up the Radio". L'album è stato molto apprezzato dai fan e lo stesso Plunkett ha voluto far risorgere il nome "Autograph" registrando un altro album.
Steve ha infatti chiamato i suoi colleghi del gruppo Wislow Liege, il bassista Lance Morrison e il batterista Matt Laug, con l'aggiunta del chitarrista T.J. Helmerich, ed ha pubblicato nel 2003 con il nome di "Autograph v2.03" l'album Buzz. A sedici anni di distanza dall'ultimo lavoro in studio, il disco è stato mediamente accolto bene dai fan ed ha sonorità pop più moderne, pur sempre in stile Autograph. In quest'ultimo lavoro, è soprattutto molto apprezzato l'uso che Plunkett fa delle tastiere.
Nel 2004, una seconda raccolta sempre curata da Plunkett, More Missing Pieces, viene pubblicata. In essa sono presenti gli stessi brani di Missing Pieces, con l'aggiunta però di alcuni altri demo di canzoni dai primi tre album, registrati dalla band nel suo periodo di attività.
Attualmente, Steve Plunkett continua a lavorare nel campo musicale, dopo aver proseguito con una mediocre carriera solista, realizzando partecipazioni e lavorando talvolta come produttore; Keni Richards ha continuato a suonare con la band Dirty White Boy, ma in seguito ha lasciato il campo musicale per un problema alla schiena fino alla sua misteriosa morte avvenuta nel 2017; Steven Isham, che era rimasto attivo nel campo della musica, formando i The Pack con il bassista Gary Moon e suonando come batterista nel tour solista di Vince Neil, è deceduto il 9 dicembre 2008 all'età di 56 anni, in seguito ad un cancro al fegato, Steve Lynch, dopo aver fondato una nuova band negli anni novanta ed aver pubblicato nel 2004 un album, lavora anche presso una scuola di musica a Los Angeles, insegnando composizione e le sue tecniche, ed è autore di molti libri e video didattico-musicali; dopodiché è ritornato a suonare nella nuova formazione della band, Randy Rand (scomparso nel 2022) dopo la rottura, ha cominciato un'attività propria di lavorazione della pelle, collaborando per un periodo anche insieme alla società Harley Davidson, e anche lui è tornato a suonare nella band, assieme a due nuovi giovani membri, la nuova voce Simons Daniel che va a sostituire quello che era i ruolo di Steve Plunkett, e Marc Wieland, un giovane batterista svizzero, che prende il posto di Keni Richards.

## Formazione

### Originale
- Steve "Plunk" Plunkett - voce, chitarra ritmica (1983-1989; 2003)
- Steve Lynch - chitarra solista (1983-1989)
- Randy Rand - basso, cori (1983-1989)
- Keni Richards - batteria (1983-1987)
- Steven Isham - tastiere, cori (1983-1987)

### Formazione attuale
- Simons Daniels - voce, chitarra ritmica (?)
- Steve Lynch- chitarra solista (1983-1989; 2002-oggi)
- Randy Rand - basso, cori (1983-1989; 2002-morto nel 2022)
- Marc Wieland - batteria (?)

### Altri membri
- Eddie Cross - batteria (1987-1989)
- Matt Laug - batteria (2003)
- Lance Morrison - basso (2003)
- T.J. Helmerich - chitarra (2003)

## Discografia

### Album in studio

#### Come Autograph
- Sign in Please (1984)
- That's the Stuff (1985)
- Loud and Clear (1987)

#### Come Autograph v.2.03
- Buzz (2003)
- Get Off Your Ass (2017)

### EP
- Louder (2016)

### Raccolte
- Missing Pieces (1997)
- More Missing Pieces (2004)

### Singoli
| Anno | Titolo                              | Classifiche | Classifiche | Album            |
| Anno | Titolo                              | US          | US Main     | Album            |
| ---- | ----------------------------------- | ----------- | ----------- | ---------------- |
| 1984 | "Turn Up the Radio"                 | 29          | 17          | Sign in Please   |
| 1985 | "Send Her to Me"                    | —           | —           | Sign in Please   |
| 1983 | "Blondes in Black Cars"             | —           | 38          | That's the Stuff |
| 1983 | "That's the Stuff"                  | —           | —           | That's the Stuff |
| 1987 | "Loud and Clear"                    | —           | —           | Loud and Clear   |
| 1987 | "Dance All Night"                   | —           | —           | Loud and Clear   |
| 1988 | "She Never Looked That Good for Me" | —           | —           | Loud and Clear   |